# Kang Yong-Gyun
Kang Yong-Gyun, född den 23 juli 1974, är en nordkoreansk brottare som tog OS-brons i flugviktsbrottning i den grekisk-romerska klassen 2000 i Sydney.